# Kapela Mbiyavanga
Kapela Mviyavanga (ur. 12 lutego 1976) – kongijski piłkarz grający na pozycji napastnika. Obecnie gra w klubie Kabuscorp Sport Clube do Palanca.

## Kariera klubowa
Swoją seniorską karierę klubową zaczął w 1994 roku w klubie DC Morema Pembe, gdzie grał do 1995. Po kilku latach przerwy powrócił do gry w 2001, w zespole AP Luanda. Był tam wypożyczany w 2005 do Maritzburg United, w 2007 do Primeiro de Agosto i w 2008 do Kabuscorp SC. Następnie podpisał z tym ostatnim kontrakt i od tamtego czasu jest zawodnikiem Kabuscorp.

## Kariera międzynarodowa
Mbivayanga był powołany do reprezentacji swojego kraju na Puchar Narodów Afryki 2002.